# Црквица Светог Илије на Градини
Црквица Светог Илије припада Епархији жичкој Српске православне цркве и смештена је на стеновитом врху узвишења Градина (653 m нмв), изнад клисуре Моравице, између места Прилике и Добраче, јужно од Ариља. Османлије су је у неколико наврата спаљивале, након чега је изнова обнављана, последњи пут 1811. године и данас се у њој три пута годишње обавља богослужење.
Према мишљењу Феликса Каница, црквица је подигнута остацима стражарске куле из доба Римљана, а на постојање утврђења на том месту указује и сам назив Градина, како се обично називају рушевине старих утврђења, чија су се имена изгубила током векова. Сам локалитет се налази на месту које контролише путни правац долином Моравице, а у његовом подножју смештен је манастир Клисура (Добрача), чија црква је подигнута у Рашком стилу, крајем XIII века.
Народна предања о постанку цркве наводе да је првобитно подигнута на другом месту. Једно од њих наводи да је црквица из Прилика пред Османлијама одлетела на врх Градине, док друго говори да је Бог помогао месним Србима да је пренесу на њено данашње место.